# Away (serie televisiva)
Away è una serie televisiva statunitense di genere fantascientifico con Hilary Swank come protagonista.
La serie è stata ideata da Andrew Hinderaker e tra i produttori esecutivi troviamo anche Jason Katims e Matt Reeves. È stata resa disponibile in streaming su Netflix il 4 settembre 2020. Il 20 ottobre 2020 la serie è stata cancellata.

## Trama
Away segue le vicende di Emma Green (Hilary Swank), un'astronauta statunitense che deve lasciare il marito Matt (Josh Charles) e la figlia adolescente Alexis (Talitha Baetman) per comandare un equipaggio spaziale internazionale che si imbarca per una pericolosa missione per Marte, della durata di tre anni, che prevede il primo sbarco umano sul pianeta.

## Personaggi principali
- Emma Green, interpretata da Hilary Swank: Emma Green è una brillante astronauta americana, a capo della missione per Marte che dovrà durare tre anni. Doppiata in italiano da Laura Lenghi.
- Matt Logan, interpretato da Josh Charles: Matt Logan è il marito di Emma e padre di Alexis. Anch'egli astronauta e designato per la missione, è stato costretto a ruoli a terra a causa di una diagnosi di emangioma cavernoso. Doppiato in italiano da Massimo De Ambrosis.
- Alexis Logan, interpretata da Talitha Bateman: Alexis è la figlia adolescente di Emma e Matt. Doppiata in italiano da Margherita De Risi.
- Ram Arya, interpretato da Ray Panthaki: astronauta indiano, che fa parte dell'equipaggio come copilota. Doppiato in italiano da Gianfranco Miranda.
- Kwesi Weisberg-Abban, interpretato da Ato Essandoh: astronauta ebreo di origine ghanese, botanico che fa parte dell'equipaggio. Doppiato in italiano da Francesco Fabbri.
- Misha Popov, interpretato da Mark Ivanir: cosmonauta russo, che fa parte dell'equipaggio come ingegnere. Doppiato in italiano da Simone Mori.
- Lu Wang, interpretata da Vivian Wu: astronauta cinese e chimica che fa parte dell'equipaggio. Doppiata in italiano da Tiziana Avarista.

## Personaggi secondari
- Darlene, interpretata da Gabrielle Rose: capo della NASA, gestisce la missione. Doppiata in italiano da Alessandra Korompay.
- George Lane, interpretato da Brian Markinson: un altro capo della NASA, anch'egli aiuta nel gestire la missione.
- Jack Wilmore, interpretato da Martin Cummins: astronauta che avrebbe dovuto prendere parte alla missione ma è rimasto a terra. Doppiato in italiano da Alberto Angrisano.
- Dr. Putney, interpretato da Michael Patrick Thornton: psicologo di Emma. Doppiato in italiano da Roberto Chevalier.
- Dr. Madigan, interpretato da Alessandro Juliani: dottore neurologo di Matt.
- Isaac Rodriguez, interpretato da Adam Irigoyen: ragazzo della scuola di Alexis. Doppiato in italiano da Manuel Meli.
- Melissa Ramirez, interpretata da Monique Gabriela Curnen: amica di Emma e Matt, anche lei astronauta che si prenderà cura di Alexis. Ha una figlia di nome Cassie. Doppiata in italiano da Federica Bomba.
- Cassie, interpretata da Felicia Patti: figlia adolescente di Melissa.

## Episodi
| Stagione       | Episodi | Pubblicazione USA | Pubblicazione Italia |
| -------------- | ------- | ----------------- | -------------------- |
| Prima stagione | 10      | 2020              | 2020                 |

## Produzione

### Sviluppo
Il 10 giugno 2018 è stato annunciato che Netflix stava lavorando alla produzione di una stagione di nuova serie, composta da dieci episodi. La serie è scritta da Andrew Hinderaker, ispirata da un articolo di Esquire di Chris Jones. I produttori esecutivi sono Jason Katims, Matt Reeves e Adam Kassan. Hinderaker ha lavorato alla serie anche come co-produttore esecutivo e Rafi Crohn come co-produttore. Le società di produzione coinvolte sono True Jack Productions, 6th & Idaho e Universal Television. Michelle Lee, ex dirigente dello sviluppo presso True Jack Productions, era molto coinvolta nello sviluppo e nella vendita del progetto a Netflix ed è stata accreditata come produttrice esecutiva nel primo episodio della serie. Lee ha però lasciato True Jack Productions nel dicembre 2017. Jeni Mulein, che è subentrata al posto della Lee nell'aprile 2018 ed è stata accreditata come co-produttrice esecutiva dal secondo al decimo episodio. Il 19 ottobre 2018, è stato riferito che Ed Zwick si era unito allo staff come produttore esecutivo e che avrebbe diretto il primo episodio della serie. Il 7 luglio 2020, è stato annunciato che la serie sarebbe uscita il 4 settembre 2020.
Il 20 ottobre 2020 Netflix ha cancellato la serie.

### Casting
L'8 maggio 2019, Hilary Swank è stata scelta per il ruolo da protagonista. Il 17 luglio 2019, Josh Charles si è unito al cast come co-protagonista, mentre l'8 agosto 2019, è stato annunciato che Talitha Bateman, Ato Essandoh, Mark Ivanir, Ray Panthaki e Vivian Wu avrebbero interpretato i ruoli principali nella serie.

### Riprese
Le riprese principali della prima stagione sono iniziate il 26 agosto 2019 e si sono concluse il 5 febbraio 2020 a North Vancouver, in Canada.

## Pubblicazione
Il 7 luglio 2020, Netflix ha pubblicato il primo teaser trailer della serie, e il 10 agosto 2020 il trailer ufficiale.

## Accoglienza
Kristen Baldwin di Entertainment Weekly ha dato alla serie una C e l'ha descritta come "un mosaico auto-importante di cliché spaziali e conflitti familiari".
Il sito di recensioni Rotten Tomatoes ha riportato un indice di gradimento del 77% basato su 13 recensioni, con una valutazione media di 6,65 su 10. Il consenso dei critici del sito web recita: «Away non raggiunge la stratosfera come un'avventura spaziotemporale, ma la serietà emotiva e un cast forte contribuiscono a rendere questo un viaggio abbastanza avvincente verso le stelle».